# Wuala

Altes Logo

Wuala (ausgesprochen wie das französische Wort Voilà) war ein Filehosting-Dienst aus der Schweiz und basierte auf einer Technik, die von Dominik Grolimund und Luzius Meisser an der ETH Zürich entwickelt wurde. Mit Applikationen für die Plattformen Windows, Mac OS X, Linux und Smartphone konnten Benutzer Dateien auf dem Speicher ablegen oder abrufen.
Am 15. November 2015 wurde der Wuala-Dienst beendet und alle in der Cloud gespeicherten Daten gelöscht.
Zunächst war Wuala ein Produkt des Schweizer Softwareherstellers Caleido AG, der 2009 mit dem amerikanisch-französischen Computerperipherie-Hersteller LaCie fusionierte. LaCie ihrerseits ist seit 2012 zu über 90 % im Besitz des amerikanischen Festplattenherstellers Seagate Technology.
Im April 2010 startete Wuala sein Angebot für fünf weitere Sprachen (Französisch, Italienisch, Spanisch, Portugiesisch und Niederländisch). Damit gab es Wuala in elf verschiedenen Sprachen.
Die Daten wurden zentral auf den europäischen Servern der LaCie AG gespeichert. Bis Oktober 2011 hatte der Dienst die Daten als Dateifragmente dezentral auf den Computern der Teilnehmer verteilt (Peer-to-Peer-Ansatz).
Am 17. August 2015 wurde bekanntgegeben, dass Wuala zum 15. November 2015 seinen Dienst einstellt. Nutzern wurde empfohlen, zu Tresorit zu wechseln.

## Funktionsweise
Wuala basierte bis Anfang Oktober 2011 auf einem dezentral aufgebauten Netzwerk und benutzte, soweit der Benutzer dem zustimmte, die brachliegenden Ressourcen der einzelnen im Wuala-Netzwerk befindlichen Computer als zusätzlichen Speicherplatz.
Wollte man eine Datei zum Beispiel per Drag and Drop auf seine Wuala-Festplatte stellen, so wurde diese noch am eigenen Rechner verschlüsselt (mittels eines 256-Bit-AES-Algorithmus). Anschließend wurde die Datei in mehrere Teile (Fragmente) unterteilt und so oft im Netzwerk verbreitet, bis eine dauerhafte Verfügbarkeit und Integrität der Datei gewährleistet war. Das Oktober-Update 2011 behielt zwar die Aufteilung bei, die Speicherung der Fragmente erfolgte jedoch nur noch im Netzwerk des Unternehmens LaCie AG – nicht mehr im Netzwerk der Teilnehmer.
Mit 11. Juni 2014 hatte Wuala seine Dienste auf einen komplett kostenpflichtigen Service umgestellt. 5 GB zum Beispiel kosteten ab Juni 2014 pro Jahr 9 € bzw. 0,99 € pro Monat.
Für die Authentifizierung der Benutzer im Netzwerk wurde der RSA-Algorithmus mit 2048 Bit Schlüssellänge verwendet.
Ab der Wuala-Version vom 7. August 2008 (Build 462 (Windows) bzw. Build 72 (Windows-Version mit neuem Installer)) sowie den entsprechenden Linux- und Mac-OS-X-Versions-Pendants gleichen Datums stand es allen Benutzern frei, den öffentlichen Welt/World-Bereich von Wuala auch ohne eigenen Wuala-Account zu benutzen (Durchsuchen, Lesen). Die Möglichkeit, auch komplett anonym Zugriff auf Wuala zu haben – inklusive der Möglichkeit, Dateien in Wuala hochzuladen – wurde nicht mehr verwirklicht.
Ab dem 14. August 2008 war Wuala für alle öffentlich als „open beta“-Java-Applet über die Wuala-Website direkt aus einem Webbrowser ausführbar.
Ab dem 16. Dezember 2008 waren sämtliche als öffentlich markierte Dateien sowie jene private Ordner, die mit Passwort freigegeben sind, für jedermann mit entsprechenden URLs über die Website erreichbar. Mit dieser Neuerung war die Website von www.wua.la nach www.wuala.com umgezogen.
Im Dezember 2008 wurde eine REST-API für Lesezugriffe eingeführt, die aber wieder entfernt wurde.
Wuala konnte ab der Version vom 9. Januar 2009 manuell auf eine bestimmte festzulegende IP-Adresse konfiguriert werden. Dies war beispielsweise bei mehreren IP-Adressen pro System nützlich.
Nach dem Update vom 19. August 2010 war es möglich, Daten über mehrere Computer und Betriebssysteme hinweg zu synchronisieren.
Am 3. Oktober 2011 hatte Wuala die Tauschen-Funktion eingestellt und dafür den Basis-Speicher auf 2 GB erhöht. Der getauschte Speicher stand den Nutzern noch bis zum 2. Oktober 2012 kostenlos zur Verfügung.
Die seit dem Start anhaltende Beta-Phase wurde mit der Implementation von BLOB-Speicher, einem Systemupdate und dem Start von Wuala Business am 10. September 2012 beendet.
Ab dem 9. Juli 2014 gab es für neue Nutzer keinen kostenlosen Speicher mehr, bereits angemeldete Benutzer jedoch konnten weiterhin ihren bestehenden nutzen. Ende Oktober 2014 gab das Wuala-Team bekannt, zum 31. Dezember 2014 alle Dateien von kostenlosen Accounts zu löschen. Die Nutzer wurden aufgefordert, entweder ihre Dateien aus der Cloud zu sichern oder auf einen bezahlten Account zu wechseln.

## Sicherheit
Da der Quellcode der Software nicht veröffentlicht worden war (Closed Source), konnte weder die angegebene Funktionsweise, noch die Sicherheit oder Fehlerfreiheit in einem unabhängigen IT-Sicherheitsaudit überprüft werden.
Die Publikation, auf deren Basis Wuala ursprünglich entwickelt wurde, kann bei der ETH Zürich heruntergeladen werden und erläutert technische Details der kryptografischen Idee.
Laut FAQ standen die Server in Rechenzentren in der Schweiz, Deutschland und Frankreich. Beispielsweise wurden www.wuala.com, api.wuala.com, bugs.wuala.com bei der „Hetzner Online AG“ (Deutschland) und content.wuala.com bei „OVH SAS“ (Frankreich) betrieben – wobei sich jedoch der Besitzer „Seagate“ amerikanischem Recht unterwerfen musste.